# معتقدات هتلر الدينية
معتقدات هتلر الدينية مازالت موضع نقاش بين المؤرخين والباحثين، ومع ذلك فإن الإجماع الواسع للمؤرخين يعتبره غير متديّن ومعادٍ للمسيحية، وذلك في ضوء الأدلة كرفضه الصريح لمبادئ المسيحية، كذلك كان له العديد من التصريحات التي تندد بالمسيحية وقال بأنها خرافات ضارة، وكانت جهوده واضحة للحد من تأثير واستقلال المسيحية في ألمانيا بعد وصوله إلى السلطة، وقد استخلص الباحثين والأكاديميين لدراسة الأفكار الدينية لدى أدولف هتلر إلى أنه كان غير متدين ومعارض للمسيحية. لم يجد المؤرخ لورانس ريس أي دليل على أن هتلر، وفي حياته الشخصية، قد أعرب عن اعتقاده في المبادئ الأساسية للكنيسة المسيحية". كما أن تصريحات هتلر للمثقفين، كما هو موضح في مذكرات يوزف غوبلز، ومذكرات ألبرت شبير، ومحاضر محادثات هتلر الخاصة التي سجلها مارتن بورمان في جدول حوار هتلر، هي دليل آخر على معتقداته المعادية للمسيحية، تسجل هذه المصادر عدداً من التصريحات الخاصة عن المسيحية والتي وصفها هتلر بأنها سخيفة، مخالفة للتقدم العلمي، ومدمرة اجتماعياً.

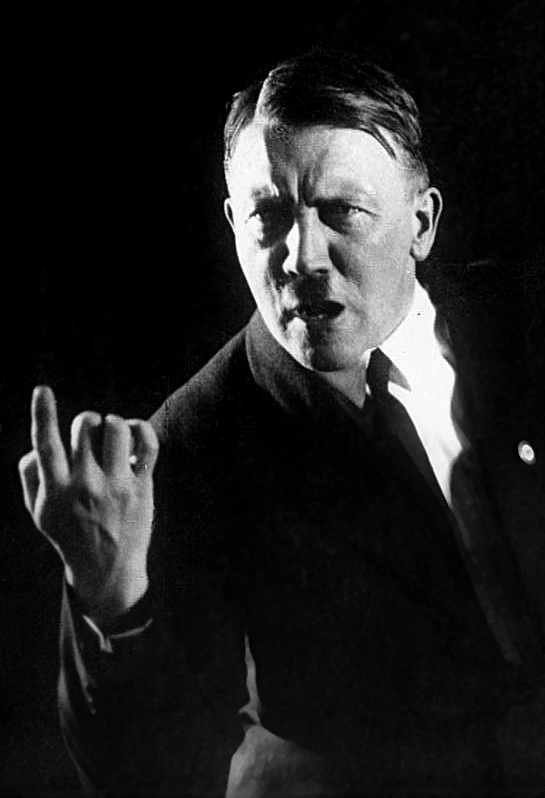
أدولف هتلر في عام 1927، أثناء تدرّبه على الخطاب، تصوير هاينريش هوفمان

هتلر، وفي محاولة لكسب الجماهير الألمانية خلال حملته السياسية وقيادته، كان أحياناً يعلن تأييده للدين وذلك في سبيل مكافحة الإلحاد. وقال في خطاب أن الإلحاد (وهو مفهوم ربطه بالشيوعية و «المادية اليهودية») قد تم «ختمها»، وقد حظر رابطة المفكرين الألمان في عام 1933.
ولد هتلر لأم متديّنة بالكاثوليكية، وقد تم تعميده في الكنيسة الكاثوليكية الرومانية.
في كتابه كفاحي وفي الخطب العامة قبل وخلال السنوات الأولى من حكمه، أكد اعتقاد المسيحية. كان هتلر والحزب النازي يروّجون لفكرة «المسيحية الإيجابية»، وهي حركة رفضت معظم أفكار المذاهب المسيحية التقليدية الأساسيّة مثل لاهوت المسيح، فضلاً عن العناصر اليهودية مثل العهد القديم.
وقد أظهرت خطابات هتلر خلال بداياته في السياسة «التقدير الصادق للمسيحية كقيمة نظامية يجب تأييدها»، وكان يعتقد شخصياً في «الرب النشط»، الذي عبّر عنه «بالعناية الإلهية»، في الواقع، وضع هتلر المسيح في مقام ارتفاع واحترام وعبّر بأنه «المقاتل الآري» الذي ناضل ضد «قوة الفريسيين الفاسدين» والمادية اليهودية. في حين أن عدداً صغيراً من الكتاب يقبل آراءه المعلنة على أنها تعبيرات حقيقية عن روحانيته، لكن الأغلبية العظمى تعتقد أن هتلر كان متشككاً في الكنائس عموماً على الرغم من أنه «اعترف بحرية الاحتياجات الدينية للجماهير» وقال هتلر نفسه للمقربين بأن تردده في شن هجمات علنيّة على الكنيسة ليست مسألة مبدأ، وإنما تحرك سياسي عملية. في يومياته الخاصة، كتب غوبلز في أبريل 1941 أنه على الرغم من أن هتلر كان «معارضاً شرساً» للفاتيكان والمسيحية، «لكنه امتنع من مغادرة الكنيسة لأسباب تكتيكية».

## هتلر والمسيحية
كان هتلر يمتدح علانيةً التراث المسيحي والحضارة المسيحية الألمانية، وأعرب عن اعتقاده في أن المسيح كان ينتمي للجنس الآري لأنه كان يحارب اليهود. وفي خطبه وتصريحاته، تحدث هتلر عن نظرته للمسيحية باعتبارها دافعًا محوريًا لمعاداته للسامية، قائلاً «أنا كمسيحي لا أجد نفسي ملزمًا بالسماح لغيري بخداعي، ولكنني أجد نفسي ملزمًا بأن أحارب من أجل الحقيقة والعدالة». بحسب المؤرخين كان هدف هذا التصريح الإيجابي حول المسيحية جذب الناخبين المسيحيين الألمان، ولا يعبر عن معتقدات هتلر الحقيقية. أما تصريحاته الخاصة التي نقلها عنه أصدقاؤه المقربون فيشوبها الكثير من الاختلاط؛ فهي تظهر هتلر كرجل متدين على الرغم من انتقاده للمسيحية التقليدية. ونجد أن هتلر قد قام بهجوم واحد على الأقل للكاثوليكية «يعيد إلى الأذهان جدال شترايشر حول فكرة أن المؤسسة الكاثوليكية كانت تناصر اليهود وتتحالف معهم». وفي ضوء هذه التصريحات الخاصة، يعتبر جون إس كونواي والعديد من المؤرخين الآخرين أنه ليس هناك مجال للشك في أن هتلر كان يحمل بين جوانحه «عداءً متأصلاً» للكنائس المسيحية. وتتباين التفسيرات المقدمة لتصريحات هتلر الخاصة إلى حد بعيد في إمكانية الوثوق فيها؛ ولعل من أهمها تلك التقارير المتعددة عن تصريحات هتلر الشخصية عن المسيحية والتي تتفاوت إلى حد بعيد في مصداقيتها، ولعل أبرزها كتاب هتلر يتكلم (بالإنجليزية: Hitler Speaks)‏ الذي كتبه هيرمان راوشنينج والذي يعتبره كثير من المؤرخين عملاً ملفقًا. مصدر آخر هو «طاولة نقاش هتلر» (بالألمانية: ‘’Tischgespräche im Führerhauptquartier’’ ؛ في اللغة الإنجليزية: ‘’Hitler’s Table Talk’’) الذي يحتوي على البيانات التي تم الطعن في ورقة عام 2003 من قبل ريتشارد قرير. ويدعي أنه ترجم إلى اللغة الإنجليزية من ترجمة فرنسية سيئة.
أيضا استخدام المؤرخون "داخل الرايخ الثالث" (بالإنكليزية: "Inside the Third Reich’’) من قبل ألبرت شبير، والكتابات التي كتبها جوزيف غوبلز (بالإنكليزية: ‘’Goebbels Diaries’’) لا هذا ولا ذاك والتي لم يتم الطعن.
ويمكن الإطلاع في نظرة عامة على معتقدات هتلر الدينية - بناءً على تصريحاته الشخصية الظاهرة - من خلال الكتاب الذي مدحه الكثيرون والذي كتبه مايكل ريسمان أو في الكتاب الذي ألفه ريتشارد شتايجمان جال والذي أثار الكثير من الجدل حوله وهو بعنوان الرايخ المقدسة: النازية والمسيحية.
وعلى الرغم من ذلك، ففي مجال العلاقات السياسية مع الكنائس في ألمانيا، كان هتلر بكل سهولة ينتهج إستراتيجية «تناسب الأهداف السياسية الآنية التي كان يسعى لتحقيقها». ووفقًا لآراء البعض، كان لهتلر خطة عامة حتى قبل أن يصل إلى كرسي رئاسة الحزب النازي؛ ألا وهي تدمير المسيحية في الرايخ. وقد صرح رئيس المنظمة شبه العسكرية «شباب هتلر» قائلاً «كان تدمير المسيحية هدفًا ضمنيًا تسعى الحركة الاشتراكية الوطنية لتحقيقه» منذ بدايتها، ولكن «كانت الاعتبارات المتصلة بالوسيلة الممكنة لتحقيق هذا الهدف هي ما جعلت من المستحيل» أن يتم التصريح علناً بهذا الوضع المتطرف.
ويعتقد معظم المؤرخين،[بحاجة لمصدر] أن هتلر كان مختلفًا عن غيره ممن عكست تصرفاتهم أيدلوجيات النازية؛ فلم يكن هتلر ممن يؤمنون بالأفكار القاصرة على فئة محدودة من البشر أو يؤمن بفكرة وجود قوى خفية فوق طبيعية يمكن إخضاعها للقوى البشرية ولم يكن متمسكًا بالأيدلوجية التي تؤمن بوجود حكمة خفية كامنة في الجنس الآري دون غيره من الأجناس؛ وسخر هتلر من تلك المعتقدات في كتابه كفاحي. ويعتقد آخرون أن هتلر في شبابه - خاصةً فيما يتعلق بآرائه العنصرية - تأثر بعدد وافر من الأعمال التي كتبت عن القوى فوق الطبيعية؛ والتي تحدثت عن التفوق الغامض الذي يتمتع به الألمان. ومن هذه الأعمال، المجلة المعروفة باسم Ostara، مما يثبت صحة الإدعاء الذي أذاعه ناشر المجلة لانز فون ليبنفيلس، بأن هتلر قد زاره في عام 1909 وامتدح عمله. ولا يزال المؤرخون في حالة من عدم الاتفاق حول موضوع الوثوق في صحة إدعاء لانز باتصال هتلر به. ويعتقد نيكولاس جودريك كلارك في صحة إدعاء ليبنفيلس. أما بريجيت هامان فقد تركت التساؤل حول صحة هذا الإدعاء معلقًا في حين تشكك ايان كيرشو إلى أقصى الحدود فيه.

### هتلر والمسيحية الإيجابية
علاوةً على ذلك، قام هتلر لبعض الوقت بحث الشعب الألماني على اعتناق شكل من أشكال المسيحية التي أطلق عليه اسم «المسيحية الإيجابية» ؛ وهو معتقد يقوم على تخليص المسيحية الأرثوذكسية مما يعترض على وجوده فيها، ويتميز بإضافة بعض الملامح العنصرية إليها. وبالرغم من ذلك، فبحلول عام 1940 كان معلومًا للرأي العام أن هتلر قد تخلى عن فكرة حث الألمان على الإيمان بفكرة إمكانية التوفيق بين الأفكار المتعارضة التي تدعو إليها المسيحية الإيجابية. وكان هتلر يرى أن «الإرهاب الديني هو - باختصار - ما تدعو إليه التعاليم اليهودية؛ تلك التعاليم التي تعمل المسيحية على الترويج لها والتي من شأنها أن تزرع القلق والارتباك في عقول البشر.»
وبالإضافة إلى عدم حضور القداس والالتزام بالطقوس الدينية للكنيسة الكاثوليكية، فقد كان هتلر يفضل بعض جوانب المذهب البروتستانتي إذا كانت هذه الجوانب ستمكنه من تحقيق أهدافه. وفي الوقت نفسه، قام هتلر بمحاكاة بعضًا من معالم الكنيسة الكاثوليكية المتمثلة في نظام مؤسستها القائم على التسلسل الهرمي وعلى وجود طقوس معينة ولغة خاصة يتم استخدامهما فيها.

## هتلر والمسلمين
وأبدى هتلر إعجابه بالتقاليد العسكرية في تاريخ المسلمين، وأصدر أوامره إلى هيملر بإنشاء فرقة عسكرية من المسلمين فقط في وحدات النخبة النازية، وكان ذلك لخدمة أهدافه السياسية فقط. ووفقًا لما ذكره واحد ممن كان هتلر يأتمنهم على أسراره، فإنه قد صرح له بشكل خاص قائلاً «دين محمد الإسلامي من أكثر الأديان التي كانت ستلائم - أيضًا - الأهداف التي نسعى لتحقيقها؛ أكثر من المسيحية نفسها. فلماذا يتوجب علينا أن نعتنق المسيحية بكل الخنوع والهوان الذين تتصف بهما»؛ وكان هتلر في ذلك معجبًا بجانب الصمود والشجاعة في ملاقاة العدو الذي كان المسلمون يتصفون به
وأيضا كتب هتلر في كتابه «كفاحي»: «أما رجال الكنائس فكانوا منصرفين عن هذه الأعمال التخريبية داخل البلاد، التسابق إلى هدي زنوج إفريقيا، هذا التسابق الذي لم يؤد إلى أي نتيجة بالنسبة إلى النتائج الباهرة التي حققها الإسلام هناك...»
صرح هتلر في إحدى المرات قائلاً «لا نريد إلهًا آخر غير ألمانيا نفسها. ومن الضروري أن نتحلى بإيمان وأمل وحب يتصفون بالتعصب لألمانيا ولصالح ألمانيا».

## وصلات خارجية
- علاقة هتلر بالحاج أمين الحسيني مفتي القدس